# Philiris philotas
Philiris philotas är en fjärilsart som beskrevs av Felder 1860. Philiris philotas ingår i släktet Philiris och familjen juvelvingar. Inga underarter finns listade i Catalogue of Life.